# Wietrzny Wierch
Wietrzny Wierch (słow. Veterný vrch, 1111 m) – szczyt na Słowacji w grani głównej Magury Spiskiej. Józef Nyka podaje nazwę Wiaterny Wierch.
Wietrzny Wierch (Wiaterny Wierch) znajduje się we wschodniej części  tej grani, pomiędzy szczytami Plontana (1040 m) i Horbáľová (1010 m). Jest to szczyt zwornikowy; w kierunku północnym odbiega od niego boczny grzbiet, który poprzez Kvasník (1019 m) i Čierťaž (787 m) opada do doliny potoku Lipnik. Spod Wietrznego Wierchu spływają 3 potoki: dopływ potoku Šoltysa, Veterný potok (dopływy Lipnika) i Zálažný potok (dopływ Popradu).
Wietrzny Wierch to najwyższy szczyt wschodniej części Magury Spiskiej. Jest porośnięty lasem, ale potężna wichura w listopadzie 2004 r. powaliła duże połacie lasu na całym grzbiecie Magury Spiskiej, również na Wietrznym Wierchu. Dzięki temu roztacza się z niego panorama widokowa obejmująca 360°. Na wszystkie strony, aż po horyzont rozciągają się pasma górskie; od Babiej Góry (odległość 76 km) przez Beskid Orawsko-Podhalański, Gorce, Beskid Wyspowy i Sądecki, Pieniny, Góry Leluchowskie, Góry Czerchowskie, Góry Lewockie i Niżne Tatry po Tatry.
W 2016 r. na szczycie zamontowano wykonaną z pnia drewna figurę niedźwiedzia trzymającego flagę Słowacji, grawerowane w nierdzewnej stali koło z opisaną panoramą szczytów, ławkę dla turystów oraz skrzynkę z księgą wpisów.
Tuż pod szczytem Wietrznego Wierchu krzyżują się dwa szlaki turystyczne; czerwony prowadzący z Wielkiego Lipnika (Veľký Lipník) do Drużbaków Wyżnych (Vyšné Ružbachy)  i krótki zielony szlak łącznikowy. 

## Szlaki turystyczne
Drużbaki Wyżne – Kukura – Grúň – rozdroże Pod Grúňom – Wietrzny Wierch – Kvasník – Čierťaž – Lipnik Wielki. Czas przejścia: ok. 3.15 h, ↓ 3 h
 Wietrzny Wierch – Plontana – Pod Zbojníckym stôlom (skrzyżowanie ze szlakiem niebieskim)

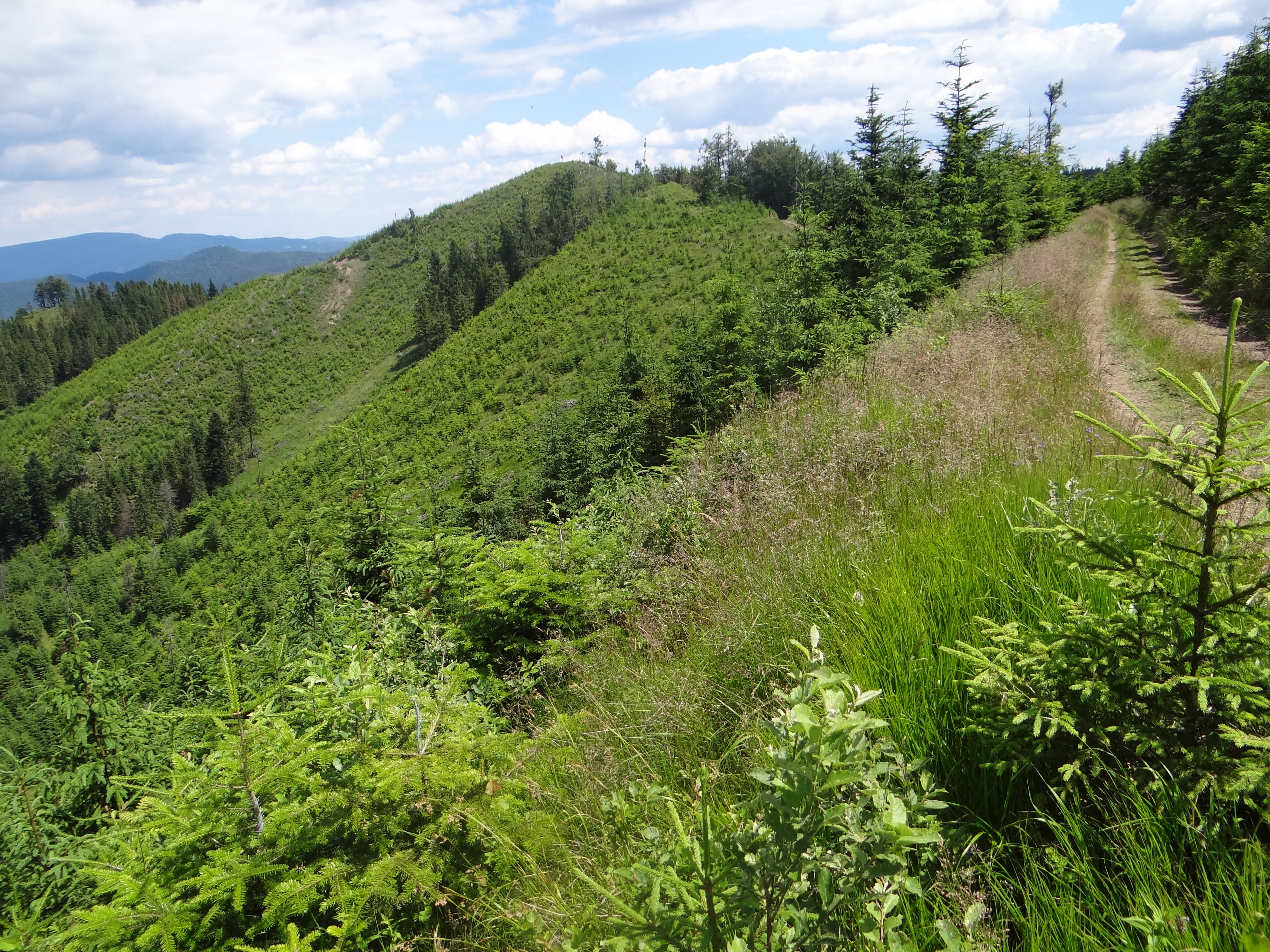
Wietrzny Wierch po wiatrołomach (2016 r.)
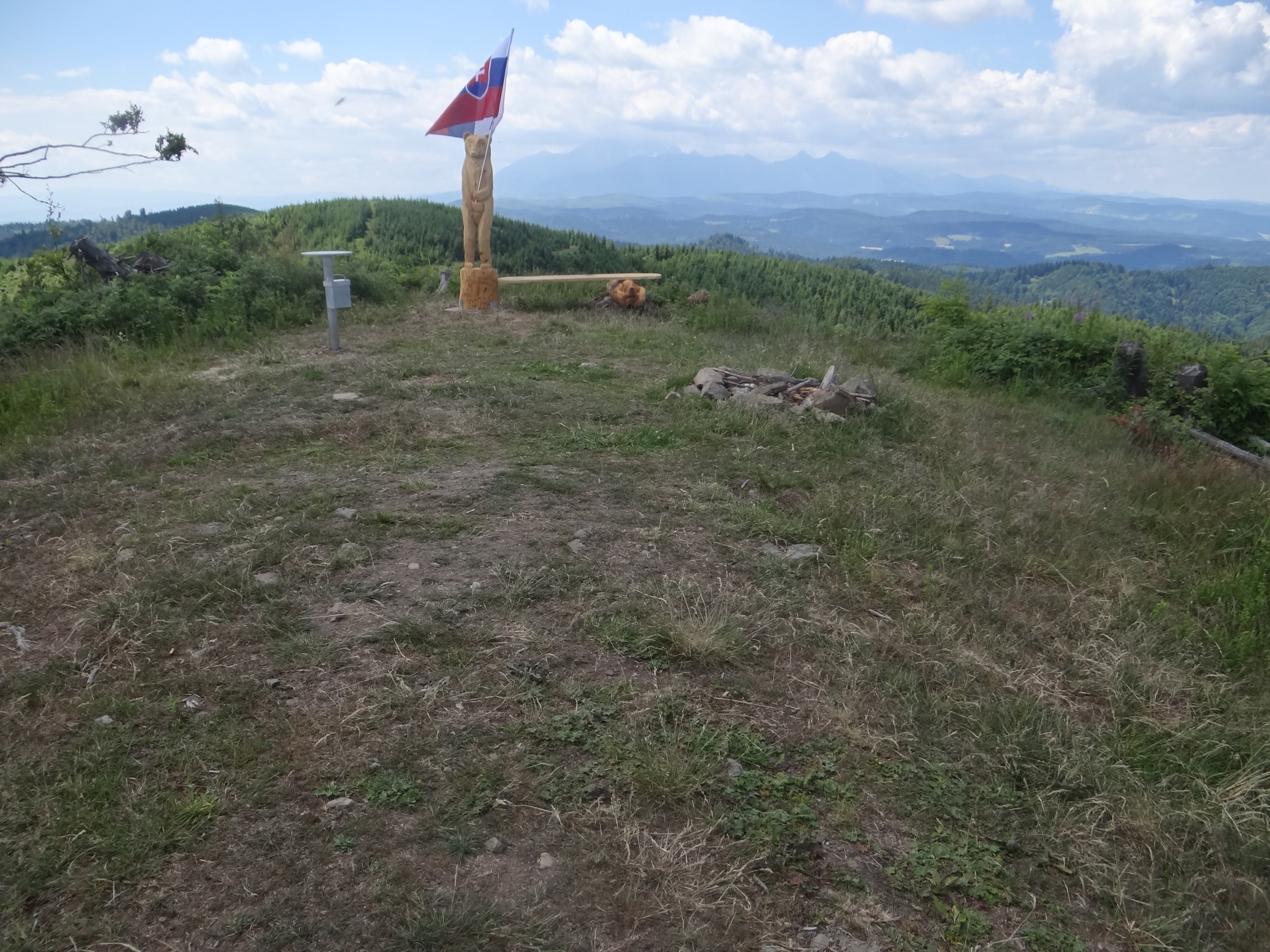
Na szczycie
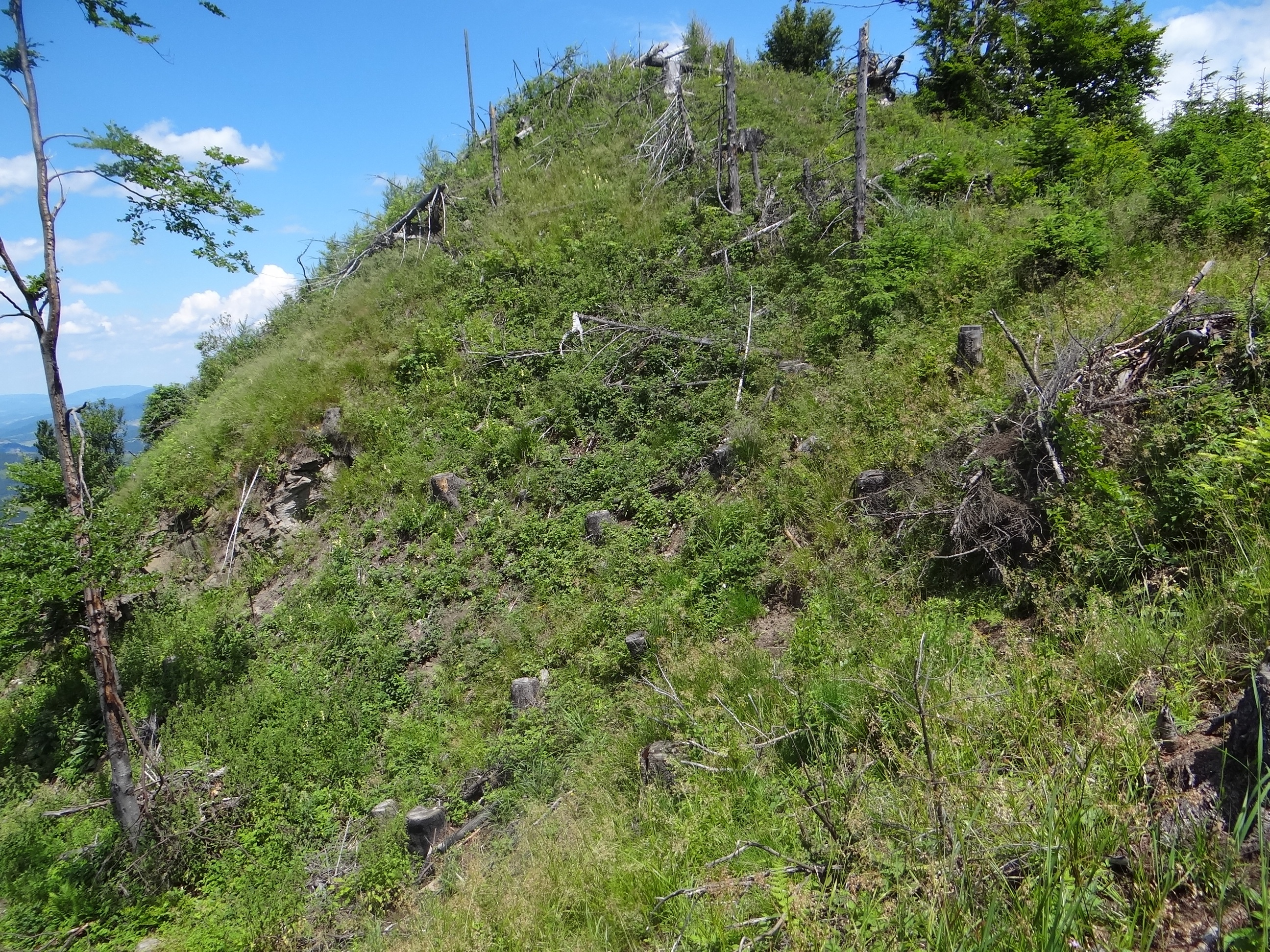
Widok na szczyt od zachodniej strony